# Nasavrky (kraj południowoczeski)
Nasavrky – wieś i gmina w Czechach, w powiecie Tabor, w kraju południowoczeskim. Według danych z dnia 1 stycznia 2013 liczyła 64 mieszkańców.
We wsi jest przystanek kolejowy Nasavrky.